# Peter Klemenc
Peter Klemenc, slovenski hokejist, * 16. junij 1956, Jesenice.
Klemenc je bil dolgoletni član kluba HK Acroni Jesenice, v sezonah 1978/79 in 1979/80 je bil najboljši strelec jugoslovanskega prvenstva. Za jugoslovansko reprezentanco je nastopil na Olimpijskih igrah 1984 v Sarajevu. 
Leta 2012 je bil sprejet v Slovenski hokejski hram slavnih za leto 2008.